# Keystone (Floryda)
Keystone – jednostka osadnicza w Stanach Zjednoczonych, w stanie Floryda, w hrabstwie Hillsborough.